# GP van Noord-Ierland MX2 2006
De Grote Prijs van Noord-Ierland 2006 in de MX2-klasse motorcross werd gehouden op 27 augustus 2006 op het circuit van Desertmartin. Het was de dertiende Grote Prijs van het wereldkampioenschap.
Overwinnaar werd de Zuid-Afrikaan Tyla Rattray, voor wie het de vierde GP-overwinning van het seizoen was nadat hij de eerste drie Grote Prijzen voor zijn rekening had genomen. WK-leider Christophe Pourcel werd tweede vóór zijn naaste achtervolger Antonio Cairoli.

## Uitslag eerste reeks
| Plaats | Naam               | Land |
| ------ | ------------------ | ---- |
| 1      | Tyla Rattray       | RSA  |
| 2      | Antonio Cairoli    | ITA  |
| 3      | Christophe Pourcel | FRA  |
| 4      | Rui Gonçalves      | POR  |
| 5      | Sébastien Pourcel  | FRA  |
| 6      | Kenneth Gundersen  | NOR  |
| 7      | David Philippaerts | ITA  |
| 8      | Marc de Reuver     | NED  |
| 9      | Gareth Swanepoel   | RSA  |
| 10     | Aigar Leok         | EST  |

## Uitslag tweede reeks
| Plaats | Naam               | Land |
| ------ | ------------------ | ---- |
| 1      | Tyla Rattray       | RSA  |
| 2      | Marc de Reuver     | NED  |
| 3      | David Philippaerts | ITA  |
| 4      | Christophe Pourcel | FRA  |
| 5      | Sébastien Pourcel  | FRA  |
| 6      | Gareth Swanepoel   | RSA  |
| 7      | Antonio Cairoli    | ITA  |
| 8      | Rui Gonçalves      | POR  |
| 9      | Billy Mackenzie    | GBR  |
| 10     | Marcus Schiffer    | GER  |

## Eindstand Grote Prijs
| Plaats | Naam               | Land | Punten |
| ------ | ------------------ | ---- | ------ |
| 1      | Tyla Rattray       | RSA  | 50     |
| 2      | Christophe Pourcel | FRA  | 38     |
| 3      | Antonio Cairoli    | ITA  | 36     |
| 4      | Marc de Reuver     | NED  | 35     |
| 5      | David Philippaerts | ITA  | 34     |
| 6      | Sébastien Pourcel  | FRA  | 32     |
| 7      | Rui Gonçalves      | POR  | 31     |
| 8      | Gareth Swanepoel   | RSA  | 27     |
| 9      | Aigar Leok         | EST  | 21     |
| 10     | Billy Mackenzie    | GBR  | 17     |

## Tussenstand wereldkampioenschap
| Plaats | Naam                   | Land | Punten |
| ------ | ---------------------- | ---- | ------ |
| 1      | Christophe Pourcel     | FRA  | 496    |
| 2      | Antonio Cairoli        | ITA  | 468    |
| 3      | David Philippaerts     | ITA  | 427    |
| 4      | Tyla Rattray           | RSA  | 402    |
| 5      | Marc de Reuver         | NED  | 373    |
| 6      | Carl Nunn              | GBR  | 315    |
| 7      | Sébastien Pourcel      | FRA  | 291    |
| 8      | Billy Mackenzie        | GBR  | 281    |
| 9      | Gareth Swanepoel       | RSA  | 278    |
| 10     | Rui Gonçalves          | POR  | 267    |
| 11     | Tommy Searle           | GBR  | 264    |
| 12     | Kenneth Gundersen      | NOR  | 215    |
| 13     | Alessio Chiodi         | ITA  | 211    |
| 14     | Manuel Monni           | ITA  | 183    |
| 15     | Davide Guarneri        | ITA  | 153    |
| 16     | Matti Seistola         | FIN  | 119    |
| 17     | Aigar Leok             | EST  | 118    |
| 18     | Anthony Boissière      | FRA  | 98     |
| 19     | Luigi Séguy            | FRA  | 94     |
| 20     | Pierre-Alexandre Renet | FRA  | 82     |